# Gazette des absents

La Lettre-journal de Paris, également appelée Gazette des absents, est l'un des journaux-lettres créés lors du siège de Paris, au cours de la guerre franco-prussienne de 1870-1871. 

## Présentation
Le siège de Paris vit l'apparition de plusieurs petits journaux-lettres, destinés à être expédiés par ballon, . À la différence des journaux traditionnels, ils étaient imprimés sur papier pelure, pesaient environ 4 grammes et comportaient d'une part un résumé des journaux, et d'autre part une partie réservée à la correspondance. La Lettre-journal de Paris, plus connue sous le nom de Gazette des absents, fut la plus importante de ces lettres-journaux. 
Publiée et rédigée par l'imprimeur et éditeur Damase Jouaust, elle parut entre deux et trois fois par semaine du 22 octobre 1870 au 22 février 1871, et compte 40 numéros. Les 33 premiers numéros furent édités pendant le siège, sur papier pelure légèrement teinté chamois. La lettre est alors composée d'un double feuillet, les deux premières pages imprimées relatant les événements de Paris, les deux dernières, blanches, servant à la correspondance privée. À partir du No 34 (1er février 1871), elle fut imprimée sur papier blanc plus fort et sur 4 pages sans indication d'adresse. En effet, l'armistice signé le 28 janvier ayant rétabli les communications postales par voies ordinaires, l'éditeur n'était plus resserré dans la limite de poids de 4 grammes. À la demande générale, la lettre continua ainsi de paraître jusqu'au 22 février 1871.

## Numéros complémentaires et suppléments
Du 3 janvier au 28 janvier 1871, la Lettre-journal parut trois fois par semaine, les mardi, jeudi et samedi. Le numéro du jeudi contenait alors une gravure d'actualité, imprimée également sur papier pelure et insérée dans la lettre afin d'associer davantage les absents aux événements dont ils ne pouvaient être témoins. 
Afin que cette feuille comportât l'histoire complète du siège de Paris, Damase Jouaust fit paraître des numéros complémentaires imprimés de I à VIII, en caractères romains. La Lettre-journal compte donc au total 48 numéros. Du 3 au 14 décembre, il y eut, en outre, un supplément publié les jeudi et lundi à 0 fr. 05 pièce. Il contenait des rapports militaires devenus plus importants en raison des graves événements du moment. Beaucoup d'autres journaux-lettres parurent et connurent un succès moindre : La Dépêche Ballon, Le Ballon-Poste, l'Electeur Libre, Le Journal-Ballon, L'Enveloppe-Gazette, l'Echo des étrangers, la Cloche...

## Sources
- Chamboissier, Léon, La poste à Paris Pendant le siège et sous la commune 1870-1871, 1914, Édition aux dépens de l'auteur, 85 pages.